# Yeami Dunia
Yeami Dunia (ur. 16 grudnia 1996 we Freetown) – sierraleoński piłkarz grający na pozycji lewego obrońcy. Od 2022 jest piłkarzem klubu FK Bokelj.

## Kariera piłkarska
Swoją karierę piłkarską Dunia rozpoczął w klubie FC Johansen z Freetown, w barwach którego zadebiutował w sezonie 2011/2012 w sierraleońskiej Premier League. W 2019 roku przeszedł do East End Lions i w 2019 roku wywalczył z nim mistrzostwo Sierra Leone. W 2022 przeszedł do Bo Rangers FC, z którym został mistrzem kraju, a następnie odszedł do czarnogórskiego klubu FK Bokelj.

## Kariera reprezentacyjna
W reprezentacji Sierra Leone Dunia zadebiutował 12 lutego 2012 w zremisowanym 0:0 meczu Mistrzostw Narodów Afryki 2014 z Gwineą, rozegranym w Konakry. W 2022 roku został powołany do kadry na Puchar Narodów Afryki 2021. Nie rozegrał na nim jednak żadnego spotkania.